# Kumari (boginja)
Kumari ali Kumari Devi ali Živa boginja, je tradicija čaščenja mladih predpubertetnih deklet kot manifestacij božanske ženske energije ali devi v hindujskih verskih tradicijah. Beseda Kumari izhaja iz sanskrta Kaumarya, kar pomeni 'princesa'.
V Nepalu je Kumari predpubertetno dekle, izbrano iz kaste Šakja ali klana Bajračarjin v nepalski skupnosti Nevarcev. Kumari so spoštovali in častili hindujci v raznih državah. V Nepalu ima več mest Kumari, najbolj znana je kraljeva Kumari v Katmanduju in živi v Kumari Ghar, palači v središču mesta. Postopek izbire za njo je še posebej strog. Od leta 2017 je kraljeva Kumari Trishna Shakya, stara tri leta, ki jo je septembra 2017 namestila maoistična vlada, ki je zamenjala monarhijo. Unika Bajracharya, izbrana aprila 2014 kot Kumari iz Patana, je druga najpomembnejša živa boginja.
Kumari so na splošno izbrane za en dan in ustrezno čaščene na nekaterih festivalih, kot sta Navaratri ali Durga Puja. V Katmandujski dolini je to še posebej razširjena praksa. Kumari je verjetno inkarnacija Taleju. Ko se začne njena prva menstruacija, se verjame, da boginja izprazni svoje telo. Huda bolezen ali velika izguba krvi zaradi poškodbe povzroči tudi izgubo božanstva.

## Filozofija in sveto pismo
Čaščenje boginje v mladem dekletu predstavlja čaščenje božanske zavesti, ki se širi po vsem stvarjenju. Ker se domneva, da je vrhovna boginja pokazala vse vesolje iz svojega telesa, obstaja enako v živih kot tudi v neživih predmetih. Medtem ko čaščenje idola predstavlja čaščenje in priznanje najvišjega v neživih materialih, čaščenje človeka pomeni čaščenje in priznanje istega vrhovnega v zavestnih bitjih.
V besedilu šaktizma Devi Mahatmyam ali Chandi naj bi boginja izjavila, da prebiva v vseh ženskih živih bitjih v tem vesolju. Celoten Kumari ritual temelji na tem verzu. Toda medtem ko častijo boginjo, je izbrano samo mlado dekle zaradi svoje inherentne čistosti in nedolžnosti.
Hindujski spisi, kot je Jñanarnava Rudrayamala tantra, dodeljujejo imena Kumari glede na njeno starost. Enoletno dekle se imenuje Sandhya, dvoletno dekle se imenuje Sarasvati, otrok treh let se imenuje Tridhamurti, v četrtem letu je Kalika, pri petih je Subhaga, s šestimi je Parvati / Uma, v sedmem letu se imenuje Malini. Osemletno dekle se imenuje Kubjika, devetletno je Kaalasandarbha, ko doseže deseto leto je Aparajita, v enajstem je Rudrani, v dvanajstem letu se imenuje Bhairavi, v trinajstem je Mahalakshmi, štirinajstem pa Pithanayika, s petnajstimi je Kshetragya, pri šestnajstih letih je Ambika.
V Nepalu Kumari častijo le za en dan; ta imena so dodeljena le, ko traja ritual, pogosto nekaj ur. Običajno ne more biti Kumari starejša od 16 let zaradi menarhe.
Glavni cilj Kumari puje (predanost) je spoznati potencialno božanskost vsakega človeka, večinoma ženskega. Hindujski duhovni aspirant vidi univerzalno zavest človeštva.

## Zgodovina v Nepalu
Medtem ko je čaščenje žive Kumari v Nepalu relativno nedavno, izhaja iz 17. stoletja, tradicija Kumari-Puja ali deviškega bogoslužja obstaja že dlje časa. Obstajajo dokazi, da se v Nepalu že več kot 2300 let izvaja bogoslužje. Zdi se, da je v Nepal prišlo v 6. stoletju. Obstajajo pisni dokazi, ki opisujejo izbor, okrasje in čaščenje Kumari iz 13. stoletja.
Obstaja več legend, ki kažejo, kako se je začela sedanja tradicija Kumari. Večina legend pa je zgodba o kralju Jayaprakashu Malla, zadnjem nepalskem kralju rodbine Malla (12. – 17. stoletje). Po najbolj priljubljeni legendi sta kralj in njegova prijateljica, boginja Taleju, pozno zvečer obiskala njegove dvorane, ko je igral igro s kockami. Boginja je prišla vsako noč, da bi igrala igro, s pogojem, da kralj nikomur ne pove o njunih srečanjih.
Toda neke noči mu je kraljeva žena sledila v sobo, da bi ugotovila, s kom se je kralj tako pogosto srečuje. Kraljeva žena je videla Taleju in boginja je bila jezna. Kralju je povedala, da bi jo, če bi jo želel ponovno videti ali da bi zaščitil svojo državo, moral poiskati med nevarsko skupnostjo Ratnawali, ker bi bila med njimi inkarnirana kot majhna deklica. V upanju, da se bo spravil s svojo zavetnico, je kralj Jayaprakash Malla zapustil palačo v iskanju mladega dekleta, ki ga je obsedel duh Taleju.
Podobna je še ena zgodba o izginotju Taleju. Nekateri verjamejo, da je boginja vsako noč v človeški obliki obiskala kralja Trailokya Malla. Podobno kot druge legendarne zgodbe sta kralj in boginja igrala kocke, medtem ko sta razpravljala o blaginji države. Vendar pa je eno noč kralj Trailokya Malla splono nadlegoval boginjo Taleju. Zaradi tega je boginja v besu prenehala obiskovati palačo. Kralj jo je v obžalovanju častil in prosil za vrnitev. Končno se je boginja strinjala, da se bo pojavila v telesu deviškega dekleta iz družine Shakya. 
V drugi različici zgodbe je bil kralj zelo promiskuiteten. Prav tako so ga privlačila mlada dekleta. Žal je med seksom mlado dekle umrlo. Tako se je kralj vznemirjen, obremenjen zaradi krivde in žalosten, pokesal, ko je ugotovil, da se je dekle vrnilo k svoji naravi duhovne boginje. Deklico Kumari Devi je razglasil za nenehno spominjanje sveta na sveto naravo mladih deklet in nedolžnosti.
Že danes se domneva, da je sanjska mama o rdeči kači predstavljala vzpon njene hčerke na položaj kraljeve Kumari. In vsako leto Nepalski kralj prosi za blagoslov kraljevo Kumari na festivalu Indra Jatra. Ta tradicija se je od leta 2008 spremenila, ko je država postala najmlajša republika na svetu.
Različica te in drugih legend imenuje kralja Gunkama Dev, prednika kralja Jayaprakasha Malla iz 12. stoletja, kot glavnega junaka in ne kot Jayaprakash Malla.
Tretja različica legende pravi, da je bilo v času vladanja kralja Jayaprakasha Malla iz mesta izgnano mlado dekle, ker jo je bilo strah, da jo je obsedla boginja Durga. Ko je kraljica izvedela za usodo mladega dekleta, se je razjezila in vztrajala, da kralj pripelje dekle in jo namesti kot živo inkarnacijo Durga.

## Način izbire
Ko je Taleju zapustila sedečo Kumari, je prišlo do blaznih dejavnosti, da bi našli njeno naslednico. Nekateri primerjajo postopek izbire s postopkom, ki se uporablja v bližnjem Tibetu, da bi našli reinkarnacijo Tulka, kot sta dalajlama ali [pančenlama]]. Izbirni postopek izvaja pet visokih budističnih duhovnikov Bhadžračarja, Panč Buda, Bada Guruju ali glavni kraljevi duhovnik, Achajau duhovnik Taleju in kraljevi astrolog. Kralj in drugi verski voditelji, ki morda poznajo primerne kandidate, so tudi obveščeni, da poteka iskanje.
Primerna dekleta so iz nevarske kaste srebrarjev in zlatarjev Šakja. Biti mora odličnega zdravja, nikoli ne preliti krvi ali biti prizadeta zaradi kakršnihkoli bolezni, biti brez pomanjkljivosti in ne sme izgubiti zob. Dekleta, ki izpolnjujejo te osnovne zahteve za upravičenost, se preverijo za battis lakshanas ali dvaintrideset popolnosti boginje. Nekatere od njih so poetično navedene kot take:
- vrat kot školjka
- telo kot drevo banjanovec
- trepalnice kot krava
- stegna kot jelen
- prsni koš kot lev
- glas je mehak in jasen kot račji.

Poleg tega morajo biti njeni lasje in oči zelo črni, imeti mora nežne roke in noge, majhne in dobro vdrte spolne organe in nabor dvajsetih zob.
Dekleta opazujejo tudi zaradi znakov vedrine in neustrašnosti, njen horoskop pa se preveri, da se zagotovi, da je dopolnjen s kraljevim. Pomembno je, da ni konfliktov, saj mora vsako leto potrditi kraljevo legitimnost svoje božanskosti. Njena družina je prav tako pod nadzorom, da bi zagotovila svojo pobožnost in predanost kralju.
Ko duhovniki izberejo kandidatko, mora opraviti še bolj stroge teste, da bi zagotovili, da ima resnične lastnosti, ki so potrebne za živo posodo Durga. Njen največji preizkus je na hindujskem festivalu Dašain. Na Kalratri ali 'črni noči' se boginji Kali žrtvuje 108 bivolov in koz. Mlado kandidatko se odpelje v tempelj Taleju in spusti na dvorišče, kjer odsekane glave živali osvetlijo ob svečah in maskirani moški plešejo. Če kandidatka resnično poseduje lastnosti Taleju, v tem doživljanju ne kaže strahu. Če to stori, se privede še ena kandidata, da bi poskusila isto stvar.
Kot zadnji preizkus mora živa boginja preživeti sama noč v sobi med glavami ritualno zaklanih koz in bivolov, ne da bi pokazala strah. Neustrašna kandidatka je dokazala, da ima vedrino in neustrašnost, ki je značilna za boginjo, ki bo v njej prebivala. Po prehodu vseh drugih testov, je zadnji test, da mora biti sposobna izbrati osebne stvari prejšnje Kumari iz različnih stvari, ki so bile postavljene pred njo. Če to lahko stori, ni dvoma, da je izbrana.
Vendar pa obstajajo trditve, ki so v nasprotju s splošno verjetnim ritualom in postopkom pregleda. Bivša kraljeva Kumari, Rašmila Šakja navaja v svoji avtobiografiji Od Boginje do smrtnice, da to nima nič opraviti z izbirnim postopkom, temveč je ritual, ki ga vsako leto prestane kraljeva Kumari in da ni moških, ki plešejo okoli v maskah, ki jo poskušajo prestrašiti in da je v strašnem preizkusu v sobi le ducat tako obglavljenih živalskih glav. Prav tako opisuje potreben fizični pregled vsake Kumari kot ne intimnega niti strogega.
Ko je Kumari izbrana, jo je treba očistiti, da bo lahko brezhibna posoda za Taleju. Duhovniki jo vzamejo s številnimi tajnimi tantričnimi rituali, da bi očistili njeno telo in duh njenih preteklih izkušenj. Ko se ti rituali zaključijo, Taleju vstopi vanjo in se predstavi kot nova Kumari. Ona je oblečena in narejena kot Kumari, potem pa zapusti tempelj Taleju in se sprehodi preko trga na beli krpi do Kumari Ghara, ki bo njen dom za čas njene božanskosti.

## Življenje kraljeve Kumari
Ko izbrano dekle konča tantrične obrede čiščenja in prečka iz templja na beli krpi do Kumari Ghara, da prevzame svoj prestol, njeno življenje dobi povsem nov značaj. Svojo palačo bo zapustila le ob slavnostnih priložnostih. Njena družina jo bo redko obiskala, potem pa le formalno. Njene partnerje v igri bodo potegnili iz ozkega kroga nevarskih otrok iz njene kaste, običajno otroke njenih skrbnikov. Vedno bo oblečena v rdečo barvo, nosila bo spete lase in na čelo naslikala agni chakshu ali 'ognjeno oko' kot simbol njenih posebnih moči zaznavanja.
Novo življenje kraljeve Kumari se močno razlikuje od tistega, na katerega je bila navajena v svojem kratkem življenju. Medtem ko je njeno življenje zdaj brez materialnih težav, mora opravljati obredne dolžnosti. Čeprav ji ni naročeno, se od nje pričakuje, da se bo obnašala kot boginja. Med izbirnim postopkom je pokazala pravilne lastnosti in njena stalna vedrina je izrednega pomena; verjame se, da slabovidna boginja predaja slabe novice tistim, ki jo prosijo.
Kumarijin sprehod čez trg Durbar je zadnjič, ko se bodo njene noge dotaknile tal, dokler se boginja ne umakne iz njenega telesa. Od zdaj naprej, ko se podaja zunaj svoje palače, jo bodo prevažali ali prenašali v njeni zlati nosilnici. Njene noge, tako kot vse na njej, je zdaj sveto. Tisti s prošnjami se jih bodo dotaknili v upanju, da bodo deležni predaha pred težavami in boleznimi. Kralj jo bo poljubil vsako leto, ko bo prišel po njen blagoslov. Nikoli ne bo nosila čevljev; če so njene noge sploh pokrite, bodo prekrite z rdečimi nogavicami.
Moč Kumari je tako močna, da se ji celo zdi, da ji prinaša srečo. Množice ljudi čakajo pod njenim oknom v Kumari Chowku ali na dvorišču njene palače v upanju, da bo šla mimo okna z rešetkami v tretjem nadstropju in jih pogledala navzdol. Čeprav njeni neredni nastopi trajajo le nekaj sekund, je vzdušje na dvorišču obremenjeno s predanostjo in strahom, ko se pojavi.
Bolj srečni ali bolje povezani prosilci obiščejo Kumari v njenih prostorih, kjer sedi na pozlačenem levu. Veliko tistih, ki jo obiskujejo, so ljudje, ki trpijo zaradi krvi ali menstrualnih motenj, saj naj bi imela Kumari posebno moč nad takšnimi boleznimi. Obiščejo jo tudi birokrati in drugi vladni uradniki. Prosilci običajno prinašajo darila in hrano in Kumari jih sprejema v tišini. Ob prihodu jim ponuja noge, da se jih dotaknejo ali poljubijo kot dejanje predanosti. Med tem občinstvo Kumari pozorno opazuje in njena dejanja si razlagajo kot napoved življenja prosilcev, na primer:
- Jok ali glasen smeh: resna bolezen ali smrt
- Jokanje ali drgnjenje oči: neizbežna smrt
- Tresenje: zapor
- Ploskanje z rokami: Razlog za strah pred kraljem
- Pobiranje hrane: Finančne izgube

Če Kumari ostane tiho in nepristranska do občinstva, jo njeni privrženci zapustijo navdušeni. To je znak, da so bile njihove želje uslišane. Mnogi ljudje se posvetijo potrebam Kumari. Ti ljudje so znani kot Kumarimi in jih vodi patron. Njihovo delo je zelo težko. Pri tem morajo poskrbeti za vsako njeno potrebo in željo, medtem ko ji dajejo navodila v svojih obrednih dolžnostih. Medtem ko ji ne morejo neposredno naročiti, da bi karkoli storila, jo morajo voditi skozi njeno življenje. Odgovorni so za njeno kopanje, oblačenje in skrb za njeno ličenje ter pripravo za obiskovalce in obredne priložnosti.
Tradicionalno Kumari ni dobila nobene izobrazbe, saj je bila splošno znana kot vsevednica. Vendar pa je zaradi modernizacije potrebno, da ima izobrazbo, ko ponovno vstopi v smrtno življenje. Kumari je sedaj dovoljeno obiskovati javne šole in imeti življenje v učilnici, ki se ne razlikuje od tistega za druge študente. Medtem ko številne kumari, kot so Kumari iz Bhaktapurja, obiskujejo šolo, se druge, kot je glavna kumari v Katmanduju, izobražujejo prek zasebnih mentorjev.
Podobno se morajo njeni omejeni prijatelji naučiti, da jo spoštujejo. Ker mora biti vsaka njena želja uslišana, se morajo naučiti, da se ji prepusti, kar hoče in se pokori, v katerih igrah ali dejavnostih se želi igrati.

## Polemika
3. julija 2007 je bil Sajani Shakya odstranjen iz položaja Kumari v Bhaktapurju po obisku v ZDA, kjer se je udeležila otvoritve filma Živa Boginja na Silverdocs, ameriškem filmskem inštitutu / Discovery Channel dokumentarnem festivalu v središču Silver Springa v Marylandu. Obisk je po mnenju starešin prizadel njeno čistost . Nekaj tednov kasneje so oblasti v templju na domačem mestu Sajani Shakya opustile svojo prejšnjo izjavo in dejale, da ji ne bo odvzet naziv, ker je bila pripravljena na 'čiščenje', da bi odstranila vse grehe, ki jih je storila med potovanjem. 

## V popularni kulturi
- Kumari je nastopila v epizodi dramske serije CBS 25. oktobra 2015 Madam Secretary (sezona 2, epizoda 4), z naslovom Čakanje na Taleju. V tej epizodi se izmišljena ameriška državna sekretarka Elizabeth McCord srečuje s Kumari v upanju, da bo dobila podporo za dogovor, ki bo pomagal zaščititi sredstva za pomoč ZDA v nesreči po potresu v Nepalu aprila 2015.
- V seriji  For the Sake of Sita , je bila ženska voditeljica Kumari v Nepalu. [8]
- V romanu The Lives of Christopher Chant Diane Wynne Jones je značaj živega asketa deklica, ki jo častijo kot boginjo v enem od svetov, ki jih je obiskal glavni lik in se močno opira na Kumari, ki je inkarnacija boginje in živi po strogih pravilih obredne čistosti.